# Puhun Pintu Kabun
Puhun Pintu Kabun is een bestuurslaag in het regentschap Bukittinggi van de provincie West-Sumatra, Indonesië. Puhun Pintu Kabun telt 5982 inwoners (volkstelling 2010).